# タカラガイ
タカラガイ（宝貝、英: cowry, cowrie）はタカラガイ科の巻貝の総称。特にそれらの貝殻を指すこともある。
タカラガイの貝殻は丸みを帯びて光沢があり、陶磁器のような質感である。土地によっては貝殻を通貨として利用したり、装身具や儀式的な用途に用いたりする。

## 生態
タカラガイは世界中の熱帯から亜熱帯の海域に分布し、全て海産である。特にインド洋や太平洋の、潮間帯から水深500メートルにかけての深度に多く生息する。砂の海底よりも岩礁やサンゴ礁を好む。雑食性で、運動性の低い海綿やホヤなどの動物の他、海藻やデトリタスなども摂食する。逆にタカラガイの天敵となるのはタコやカニ、そしてツメタガイやレイシガイといった肉食の貝である。
タカラガイの生体は殻の一部または大部分を外套膜に覆われているため、必ずしも特徴的な光沢のある殻は目視できない。貝殻全体が外套膜で覆われたものはウミウシのような外観を呈する。外套膜は炭酸カルシウムを分泌して貝殻を形成するとともに、フジツボやコケムシなどの付着生物の着生を防いで殻の光沢を保つ。従ってタカラガイの貝殻には滅多に他の生物が付かないが、海水温の低下などによって貝の活動が低下した場合には外套膜の機能が低下し、付着生物が見られる場合もある。

## 生活環
タカラガイの生活環は他の巻貝と同様である。卵嚢は海底の岩などに産み付けられ、雌はこれの上に乗って孵化するまでの間保護する。幼生はベリジャー型で、しばらくの間はプランクトン性の生活を営む。殻の形成が進むと着生してベントスとなる。一部の種にはベリジャー幼生期を経ないものもある。幼貝には一般的な巻貝と同様の殻頂の見える螺塔をもつが、成長と共に螺塔全体が滑層に埋没してタカラガイ特有の形状となる（後述）。

## 貝殻

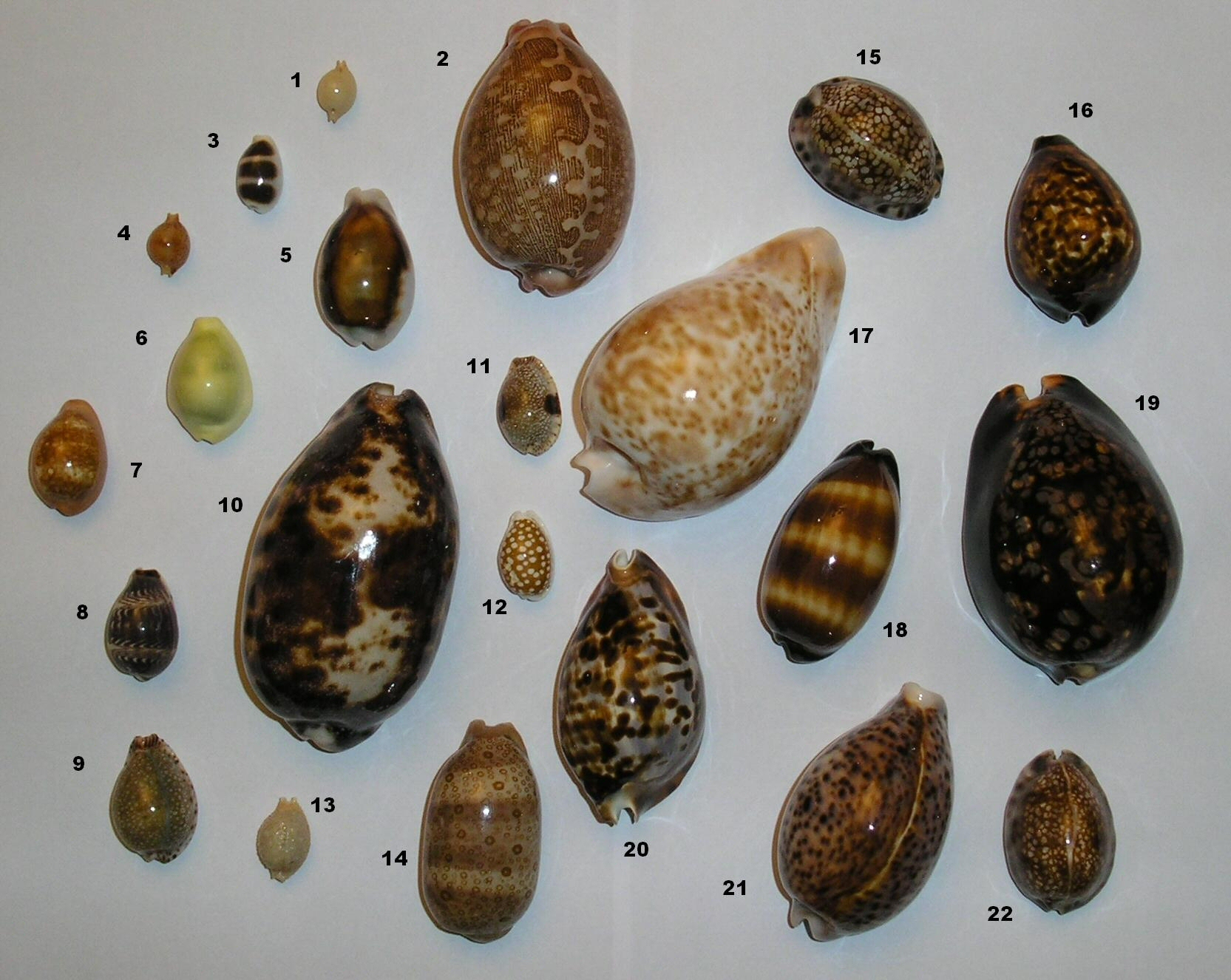
様々なタカラガイ。1：チドリダカラ、2：ハラダカラ、3：ウキダカラ、4：コゲチドリダカラ、5：クリダカラ、6：キイロダカラ、7：スソベニダカラ、8：スミナガシダカラ、9：ラマルクダカラ、10：ムラクモダカラ、11：エジプトダカラ、12：カノコダカラ、13：イボダカラ、14：ジャノメダカラ、15：キッコウダカラ、16：ベッコウダカラ、17：シロガネダカラ、18：タルダカラ、19：ハチジョウダカラ、20：ビードロダカラ、21：ヒョウダカラ、22：ヒメヤクシマダカラ

タカラガイの貝殻は陶磁器のような滑らかな表面と光沢を持つ（スッポンダカラのような一部の種を除く）。おおよそ卵のような形状をしており、開口部は縦に細長く狭い。殻の螺旋状に巻いた部分は殻の内側に存在する。模様も多様で色彩に富む。小型の種では殻の長軸が 5ミリメートル 程度、大きなものは 190.5ミリメートル（シカダカラ）、152.9ミリメートル（ホシダカラ）、145.6ミリメートル（ムラクモダカラ）など 10センチメートル 超に成長する。

### 成長
タカラガイの多くの種は成長と共に殻の形状、色彩が大きく変化する。幼貝はピーナッツ型で、殻口は大きく開いて細かい歯もなく、マクラガイに似た形状である。成長するに従って殻に色層が重なって肥厚し、開口部の周縁にギザギザの歯が形成されると共に殻口が次第に狭くなる。肥厚した殻はタカラガイ特有の光沢を持つようになる。成長の過程で外傷を負ったり、先天的な変異によって正常な形状が失われたものが稀に出現し、そのような個体はフリーク（freak）と呼ばれる。なお現生のタカラガイは全て右巻きであるが、まれに左巻きの個体も出現する。

### 利用
キイロダカラなどの貝殻は、アフリカ諸国では何世紀にも渡って貨幣（貝貨）として用いられてきた。特に西欧諸国による奴隷貿易に伴い、モルディブ諸島近海で採集された大量のタカラガイがアフリカに持ち込まれた。現在のガーナの通貨であるセディ（cedi）は、現地の言葉（Akan）でタカラガイ（の貝殻）を意味する。最古の貝貨は中国殷王朝時代のもので、タカラガイの貝殻やそれを模したものが貨幣として使われていた。国内の通貨としてのみならず、タカラガイはインドとの交易にも利用された。漢字の「貝」はタカラガイに由来する象形文字であり、金銭に関係する漢字の多くは「貝」を伴って構成される（ただし、古代中国のタカラガイは貨幣ではなく、相手の繁栄を願って遣り取りされた宗教的な意味での贈与物であったとする異説もある）。
北アメリカのインディアンの部族であるオジブワ族は、タカラガイの貝殻を "Megis Shells" もしくは "whiteshell" と呼んで神聖なものとみなし、ミデウィウィン（Midewiwin）という部族組織の儀式で用いていた。カナダマニトバ州にあるホワイトシェル州立公園（Whiteshell Provincial Park）はこの whiteshell にちなんで名付けられている。しかしタカラガイの産地から遠く離れているオジブワ族が、どうやってタカラガイを得ていたのかという点については議論がある。口伝や同族の巻物（Wiigwaasabak）によれば、地中から掘り出されたり湖や川の辺に打ち上げられたものであるという。このように産地から離れた場所で貝殻が発見されることは、その土地の先住民族が非常な広域に渡る交易網を持っており、貝殻を得て利用していたことを示唆している。ホワイトシェル州立公園の岩盤面に残された居住痕はおよそ8,000年前のものと言われている。この土地でどれくらいの間、タカラガイが使われていたのかは定かでない。
タカラガイの貝殻はまた女性、繁栄、生誕、富などの象徴とされ、装身具やお守りとして身に着けられる。こうしたタカラガイに対するシンボリズムは、貝殻の形状が妊婦の腹のようであることや、下面から見ると女性器や目を連想させることに由来している。フィジー諸島では、ナンヨウダカラの貝殻に穴を開けて紐を通し、首長・族長はこれを身分証として首から提げた。
単に貝殻の形状を利用する例として、ボードゲームや占いにおいてサイコロのような使われ方をする場合もある。複数個の貝殻を投げ、開口部が上を向いたものの数を乱数として利用する。またホシダカラのような大型のタカラガイの貝殻は、近代までヨーロッパにおいて靴下のかかとを修繕する際の内枠として使われていた。タカラガイの滑らかな表面が、布地の下に置いて針を通す位置を決めるのに都合が良かったとされる。
日本でも、縄文時代の遺跡から装身具として用いられたものが出土している。また、沖縄諸島の祝女が首にかけて宗教的な意味を持つ呪物として用いたほか、『竹取物語』にも珍宝「燕の子安貝」として登場している。
タカラガイの貝殻は何層にも重ねられた殻層によってその種に特有の色彩や斑紋が現れるため、海岸に打ち上げられて摩滅したり塩酸で処理された貝殻では、下の色層が露出して全く別の種に見える場合がある。これを利用して成長の過程を観察したり、様々な深さに殻表を彫ることで色調を変えたカメオのような装飾品とすることもある。
キイロタカラガイを加工して、特に黄色は好運、幸福を意味するとして、お守りとして沖縄県で、販売されている。

### 収集品としてのタカラガイ

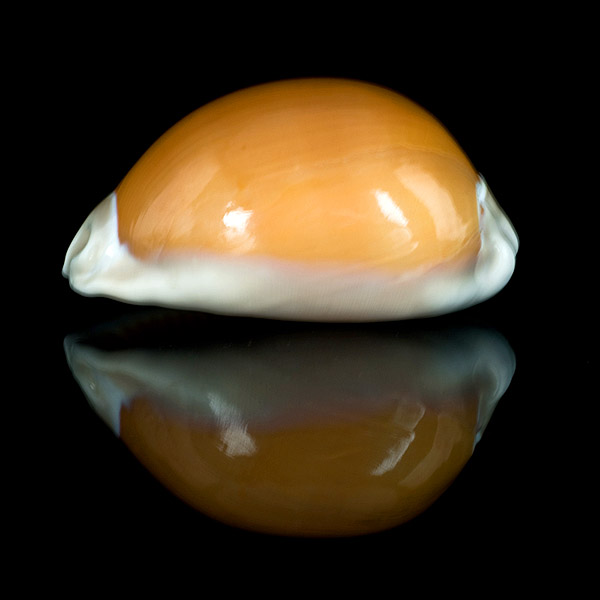
ナンヨウダカラ

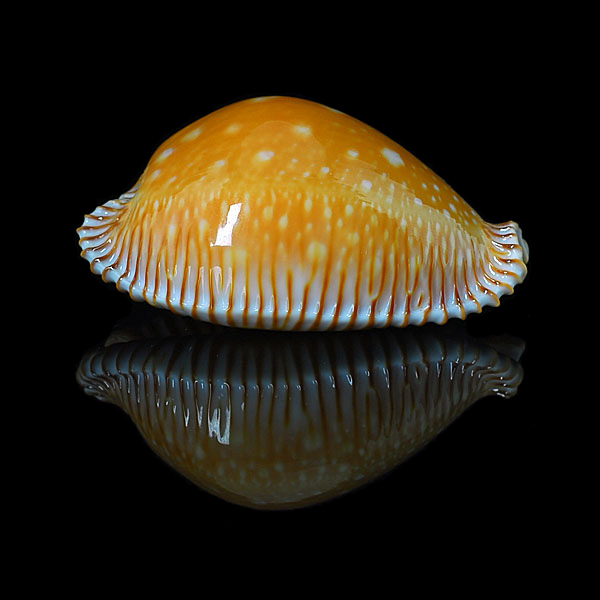
クロユリダカラ

タカラガイの貝殻は、その美しさからコレクションの対象としても人気がある。産地の発見や流通の多様化により以前より落ち着きはしたものの、希少なタカラガイの状態の良い標本は現在でも高値が付く。シンセイダカラやサラサダカラ、リュウグウダカラなどのように、かつては数十万円の値段で取引されたものもあり、ナンヨウダカラやクロユリダカラなども古くから高価なものとして有名であったが、その後産地が見つかるなどして多く採取されるようになって昔日ほどの価格ではなくなった。他にテラマチダカラ、オトメダカラ、ニッポンダカラは「日本三名宝」と呼ばれたこともあり珍重される。
一般に状態の良い貝殻の標本を得るためには、生体を採集して軟体部の除去（肉抜き）を行わなければならないが、開口部の狭いタカラガイでは困難な作業である。またタカラガイ特有の光沢を失わないためにも、強度の煮沸や薬品処理を避けなければならない。従って、タカラガイを冷凍・解凍して軟体部をさらに軟化させたり、あるいは高温多湿の環境において軟体部を腐敗させ、除去するという方法が採られる。後者の場合には作業に非常な悪臭が伴うため、作業自体や廃液・廃棄物の始末には注意を要する。
他の貝と同様、タカラガイの貝殻も生体の死後は経年とともに劣化する。紫外線の曝露によって褪色するほか、暗所に保管していても貝殻の脱水によって色調が変化する。逆に保管場所の通気性が悪かったり、標本の肉抜きが不完全であったりした場合にはカビが生える場合もある。管理された標本箱に保管してある場合でも、他の標本の維持に用いるホルマリンや酢酸によって貝殻の炭酸カルシウムが侵されて変質劣化する、いわゆる「バインズ病」もコレクターの間ではよく知られている。

## 方言
タカラガイを指す方言は日本各地に残っている。以下にその例を挙げる。
- コヤスガイ（子安貝） - 千葉県・愛媛県
- ネコ、ネコメ、ネコガイ、ネコジャ 他 - 千葉県・神奈川県
- チョコガイ - 三重県
- ウマガイ - 和歌山県
- コメガイ、コメカミ - 島根県
- クワズノカイ - 岡山県・香川県
- ブタ - 熊本県
- モッコー - 鹿児島県（種子島）
- ウシモモ、ウシモーモー、モーモーグァー、シビ、シビグァー 他 - 沖縄県本島、西表島

## 分類
タカラガイ属（genus Cypraea）に230種ほどが知られる。これらうち日本近海に産するものは90種弱である。日本の固有種はリュウキュウダカラのみである。なお、いくつかの種は分類体系によっては別属として扱われる可能性がある（タカラガイ科を参照）。
| - C. achatidea Sowerby, 1837 メノウダカラ - C. acicularis Gmelin, 1791 カリビアダカラ - C. aenigma Lorenz, 2002 - C. albuginosa Gray, 1825 チュウベイダカラ - C. alexhuberti Lorenz & Huber, 1999 - C. algoensis Gray, 1825 ウバダカラ - C. amphitales Melvill, 1888 - C. androyensis Blocher & Lorenz, 1999 アンドロイダカラ - C. angelicae Clover, 1974 エンゼルダカラ - C. angioyorum Biraghi, 1978 マリオダカラ - C. angustata Gmelin, 1791 ゴウシュウダカラ - C. annettae Dall, 1909 カシュウダカラ - C. annulus L., 1758 ハナビラダカラ（花弁宝） - C. arabica L., 1758 ヤクシマダカラ（屋久島宝） - C. arabicula Lamarck, 1810 メキシコダカラ - C. argus L., 1758 ジャノメダカラ（蛇の目宝） - C. armeniaca Verco, 1912 ウスアカネダカラ（薄茜宝） - C. artuffeli Jousseaume, 1876 チャイロキヌタ（茶色砧） - C. asellus L., 1758 ウキダカラ（浮標宝） - C. aurantium Gmelin, 1791 ナンヨウダカラ（南洋宝） - C. barbieri Raybaudi, 1986 - C. barclayi Reeve, 1857 バークレイダカラ - C. beckii Gaskoin, 1836 ジュズダマダカラ（数珠玉宝） - C. bernardi Richard, 1974 タヒチアワユキダカラ - C. bistrinotata Schilder & Schilder, 1937 コゲチドリダカラ（焦千鳥宝） - C. boivinii Kiener, 1843 オミナエシダカラ（女郎花宝） - C. boucheti Lorenz, 2002 - C. bregeriana Crosse, 1868 ブレジャーダカラ - C. brevidentata Sowerby, 1870 シロスソヨツメダカラ - C. broderipii Sowerby, 1832 サラサダカラ（更紗宝） - C. camelopardalis Perry, 1811 シロボシダカラ - C. capensis Gray, 1828 ケープダカラ - C. capricornica Lorenz, 1989 カプリコンダカラ - C. caputdraconis Melvill, 1888 ニセハナマルユキダカラ - C. caputserpentis L., 1758 ハナマルユキダカラ（花丸雪宝） - C. carneola L., 1758 クチムラサキダカラ（口紫宝） - C. castanea Higgins, 1868 - C. catholicorum Schilder, 1938 カトリックカノコダカラ - C. caurica L., 1758 カバフダカラ（樺斑宝） - C. cernica Sowerby, 1870 ウミナシジダカラ（熟梨地宝） - C. cervinetta Kiener, 1843 コジカダカラ - C. cervus L., 1771 シカダカラ - C. chiapponii Lorenz, 1999 - C. childreni Gray, 1825 チリメンダカラ（縮緬宝） - C. chinensis Gmelin, 1791 スソムラサキダカラ（裾紫宝） - C. cicercula L., 1758 チドリダカラ（千鳥宝） - C. cinerea Gmelin, 1791 クルミダカラ（胡桃宝） - C. citrina Gray, 1825 ミカンダカラ（蜜柑宝） - C. clandestina L., 1767 カミスジダカラ（髪筋宝） - C. cohenae Burgess, 1965 - C. colligata Lorenz, 2002 - C. coloba Melvill, 1888 パパイヤダカラ - C. comptonii Gray, 1847 - C. connelli Liltved, 1983 ナタールダカラ - C. contaminata Sowerby, 1832 クロシオダカラ（黒潮宝） - C. controversa Gray, 1824 ヤナギシボリモドキ - C. coronata Schilder 1930 ウスグモダカラ - C. coxeni Cox, 1873 チゴメダカラ - C. cribraria L., 1758 カノコダカラ（鹿子宝） - C. cruickshanki Kilburn, 1972 - C. cumingii Sowerby, 1832 カミングダカラ - C. cylindrica Born, 1778 ヒロクチダカラ（広口宝） - C. dayritiana Cate, 1963 デイリトダカラ - C. decipiens Smith, 1880 ベッコウダカラ（鼈甲宝） - C. declivis Sowerby II, 1870 カタムキダカタ - C. deforgesi Lorenz, 2002 - C. depressa Gray 1824 ヒメヤクシマダカラ（姫屋久島宝） - C. diauges Melvill 1888 インドスソヨツメダカラ - C. dillwyni Schilder 1922 ディルウィンダカラ - C. diluculum Reeve, 1845 スミナガシダカラ（墨流宝） - C. eburnea Barnes, 1824 セトモノダカラ（瀬戸物宝） - C. edentula Gray, 1825 オキナダカラ（翁宝） - C. eglantina Duclos, 1833 ホソヤクシマダカラ（細屋久島宝） - C. eludens Raybaudi, 1991 ニセオニギリダカラ（偽御握宝） - C. englerti Summers & Burgess, 1965 エングラーハナマルユキダカラ - C. erosa L., 1758 コモンダカラ（小紋宝） - C. errones L., 1758 ナツメモドキ（擬棗宝） - C. erythraeensis Hedley, 1837 コウカイダカラ - C. esontropia Duclos, 1833 - C. exmouthensis Melvill, 1888 - C. exusta Sowerby I, 1832 スルスミダカラ - C. fallax Smith, 1881 - C. felina Gmelin, 1791 クロダカラ - C. fernadoi Cate, 1969 - C. fimbriata Gmelin, 1791 ツマムラサキメダカラ（褄紫目宝） - C. friendii Gray, 1831 クロガネダカラ - C. fultoni Sowerby, 1903 リュウグウダカラ（龍宮宝） - C. fuscodentata Gray, 1825 ヘンゲオウナダカラ - C. fuscorubra Shaw, 1909 アカチャダカラ - C. gangranosa Dillwyn, 1817 アカフナシジダカラ - C. garciai Lorenz & Raines, 2001 - C. gaskoini Reeve, 1846 ガスコインダカラ - C. gilvella Lorenz, 2002 - C. globulus L., 1758 メノウチドリダカラ（瑪瑙千鳥宝） - C. goodalli Sowerby I, 1832 マリアナダカラ - C. gracilis Gaskoin, 1849 メダカラガイ（目宝貝） | - C. granulata Pease, 1862 スッポンダカラ（鼈宝） - C. guttata Gmelin, 1791 クロユリダカラ（黒百合宝） - C. hammondae Iredale, 1939 ハモンドダカタ - C. hartsmithi Schilder, 1967 - C. helvola L., 1758 カモンダカラ（花紋宝） - C. hesitata howelli Iredale, 1931 ホンシロガネダカラ（本白金宝） - C. hirasei Roberts, 1913 オトメダカラ（乙女宝） - C. hirundo L., 1758 サバダカラ（鯖宝） - C. histrio Gmelin, 1791 ニセヤクシマダカラ（偽屋久島宝） - C. hungerifordi Sowerby, 1888 ヒメハラダカラ（姫原宝） - C. isabella L., 1758 ヤナギシボリダカラ（柳絞宝） - C. isabellamexicana Stearns, 1893 メキシコヤナギシボリダカラ - C. iutui Shikama, 1974 ゴジンカダカラ - C. joycae Clover, 1970 ヤワハダダカラ（柔肌宝） - C. katsuae Kuroda, 1960 ヒメダカラ（姫宝） - C. kieneri Hidalgo, 1906 ニセサバダカラ（偽鯖宝） - C. kuroharai Kuroda & Habe, 1961 クロハラダカラ（黒原宝） - C. labrolineata Gaskoin, 1849 ナシジダカラ（梨地宝） - C. langfordi Kuroda, 1938 ニッポンダカラ（日本宝） - C. leucodon Broderip, 1828 オオサマダカラ：フィリピン近海 - C. leviathan Schilder & Schilder, 1937 ハワイクチムラサキダカラ（布哇口紫宝） - C. limacina Lamarck, 1810 シボリダカラ（絞宝） - C. listeri Gray, 1824 クロダカラ（黒宝） - C. lisetae Kilburn, 1975 イチモンジチドリダカラ（一文字千鳥宝） - C. luchana Kuroda, 1960 リュウキュウダカラ（琉球宝） - C. lutea Gmelin, 1791 カバホシダカラ（樺星宝） - C. lynx L., 1758 ヒメホシダカラ（姫星宝） - C. macandrewi Sowerby, 1870 ビーズダマダカラ - C. maculifera Schilder, 1932 キッコウダカラ（亀甲宝） - C. mappa L., 1758 ハラダカラ（原宝） - C. margarita Dillwyn, 1817 テツアキチドリダカラ（哲明千鳥宝） - C. marginata ketyana Raybaudi, 1978 ヘルメットダカラ - C. mariae Schilder, 1927 フイリチドリダカラ（斑入千鳥宝） - C. mariellae Raybaudi, 1983 タマゴダカラ（玉子宝） - C. martini Schepman, 1907 マルチンダカラ - C. mauiensis Burgess, 1967 マウイチドリダカラ - C. mauritiana L., 1758 ハチジョウダカラ（八丈宝） - C. microdon Gray, 1828 ヒナメダカラ（雛目宝） - C. midwayensis Azuma & Kuroda, 1967 アケボノダカラ（曙宝） - C. miliaris Gmelin, 1791 ハツユキダカラ（初雪宝） - C. minoridens Melvill, 1901 ツマベニメダカラ（褄紅目宝） - C. moneta L., 1758 キイロダカラ（黄色宝） - C. mus L., 1758 ネズミダカラ（鼠宝） - C. mus bicornis Sowerby, 1870 ニセネズミダカラ（偽鼠宝） - C. musumea Kuroda & Habe, 1961 ウブダカラ（初宝） - C. nigropunctata Gray, 1828 クロホシダカラ - C. nucleus L., 1758 イボダカラ（疣宝） - C. ocellata L., 1758 テンジクダカラ（天竺宝） - C. omii Ikeda, 1998 ユメダカラ（夢宝） - C. onyx L., 1758 クチグロキヌタ（口黒砧） - C. ostergaardi Dall, 1921 カザリオミナエシダカラ（飾女郎花宝） - C. ovum Gmelin, 1791 ナツメダカラ（棗宝） - C. oweni Sowerby, 1837 - C. pallaidula Gaskoin, 1849 マメシボリダカラ（豆絞宝） - C. pantherina Solander in Lightfoot, 1786 ヒョウダカラ（豹宝） - C. pellucens Melvill, 1888 アリソンエダカラ（アリソン絵宝） - C. picta Gray, 1824 モヨウダカラ - C. poraria L., 1758 アヤメダカラ（菖蒲宝） - C. porteri Cate, 1966 アサヤケダカラ（朝焼宝） - C. propinqua Garrett, 1879 ニセクチムラサキダカラ（偽口紫宝） - C. pulchella Swainson, 1823 イチジクダカラ（無花果宝） - C. pulchra Gray, 1824 サフランダカラ - C. punctata L., 1771 ゴマフダカラ（胡麻斑宝） - C. quadrimaculata Gray, 1824 ヨツメダカラ（四眼宝） - C. rabaulensis Schilder, 1964 ラバウルダカラ - C. robertsi Hidalgo, 1906 ウズラダカラ（鶉宝） - C. rosselli Cotton, 1948 ロッセルダカラ - C. sakuraii Habe, 1970 サクライダカラ（櫻井宝） - C. saulae Gaskoin, 1842 キムスメダカラ（生娘宝） - C. schilderorum Iredale, 1939 オキナワダカラ（沖縄宝） - C. scurra Gmelin, 1791 アミメダカラ（網目宝） - C. spadicea Swainson, 1823 クリダカラ（栗宝） - C. spurca L., 1758 - C. staphylaea L., 1758 サメダカラ（鮫宝） - C. stercoraria L., 1758 ヨモスガラダカラ - C. stolida L., 1758 スソヨツメダカラ（裾四眼宝） - C. sulcidentata Gray, 1824 カワムラダカラ - C. surinamensis G. Perry, 1811 スリナムダカラ - C. talpa L., 1758 タルダカラ（樽宝） - C. teramachii Kuroda, 1938 テラマチダカラ（寺町宝） - C. teres Gmelin, 1791 エダカラ（絵宝） - C. testudinaria L., 1758 ムラクモダカラ（叢雲宝） - C. tessellata Swainson, 1822 ゴバンダカラ（碁盤宝） - C. teulerei Cazenavette, 1846 ウラシマダカラ（浦島宝） - C. thersites contraria Iredale, 1935 アサボラケダカラ（朝ぼらけ宝） - C. tigris L., 1758 ホシダカラ（星宝） - C. ursellus Gmelin, 1791 ホンサバダカラ（本鯖宝） - C. valentina Perry, 1811 シンセイダカラ - C. ventricullis Lamarck, 1810 キンカンダカラ（金冠宝） - C. venusta Sowerby, 1847 スハダダカラ - C. vitellus L., 1758 ホシキヌタ（星砧） - C. vredenburgi Schilder, 1927 ジャワダカラ - C. walkeri Sowerby I, 1832 ルリグチダカラ（瑠璃口宝） - C. xanthodon Sowerby I, 1832 アオナツメダカラ - C. zebra L., 1758 シマウマダカラ（縞馬宝） - C. ziczac L., 1758 アジロダカラ（網代宝） - C. zonaria Gmelin, 1791 オビジメダカラ（帯締宝） |

「タカラガイ」を指す英単語は前述の通り cowry もしくは cowrie であるが、これらの訳語にはウミウサギ科（Ovulidae）の貝も一部含まれる。またイギリスの地方ではシラタマガイ科（Triviidae）の貝、特に Trivia 属のものを含む場合がある。これら2科は系統的にもタカラガイ科に近縁である。

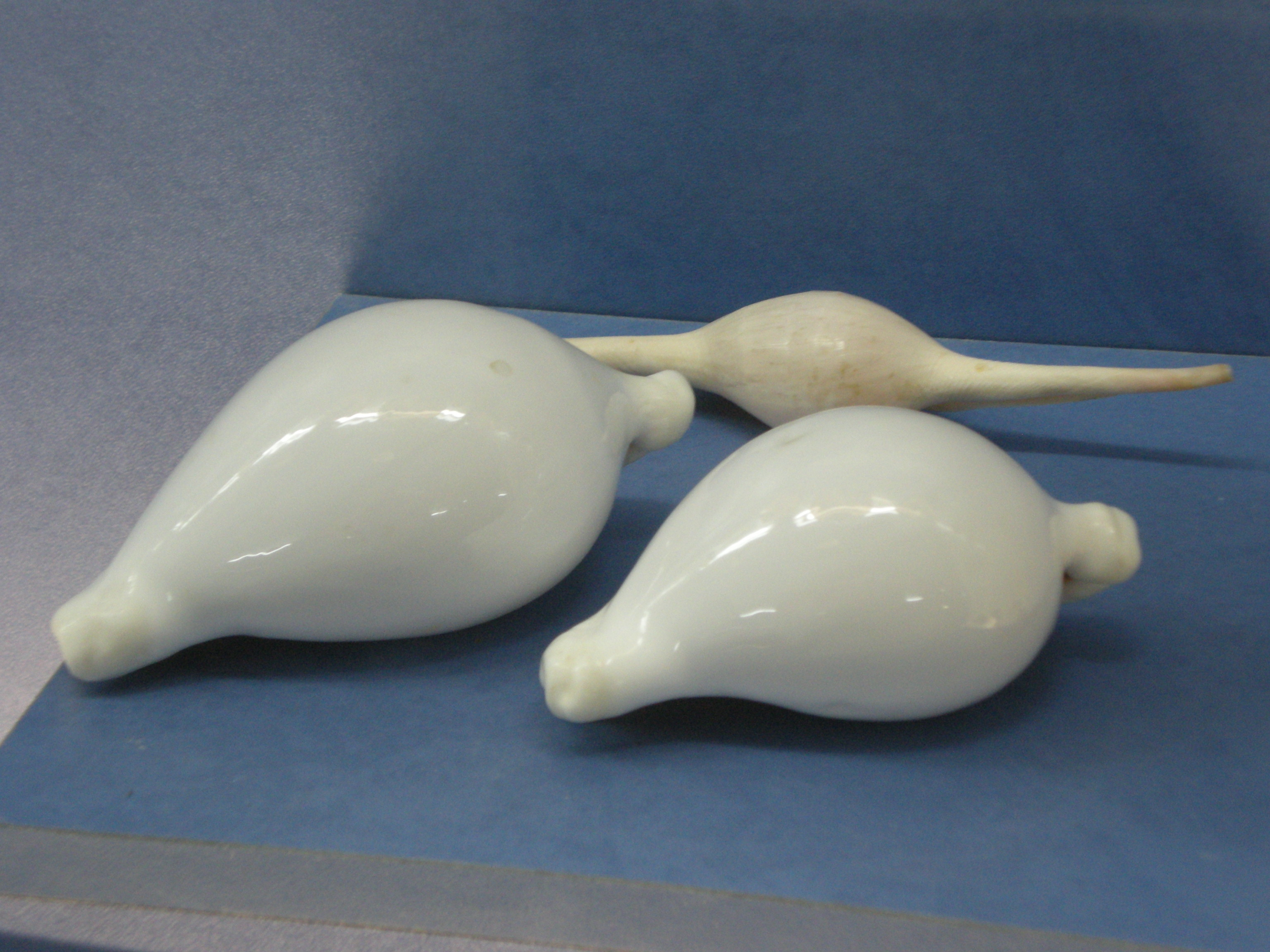
ウミウサギガイ（Ovula ovum、手前）とツマベニヒガイ（Volva volva、奥）
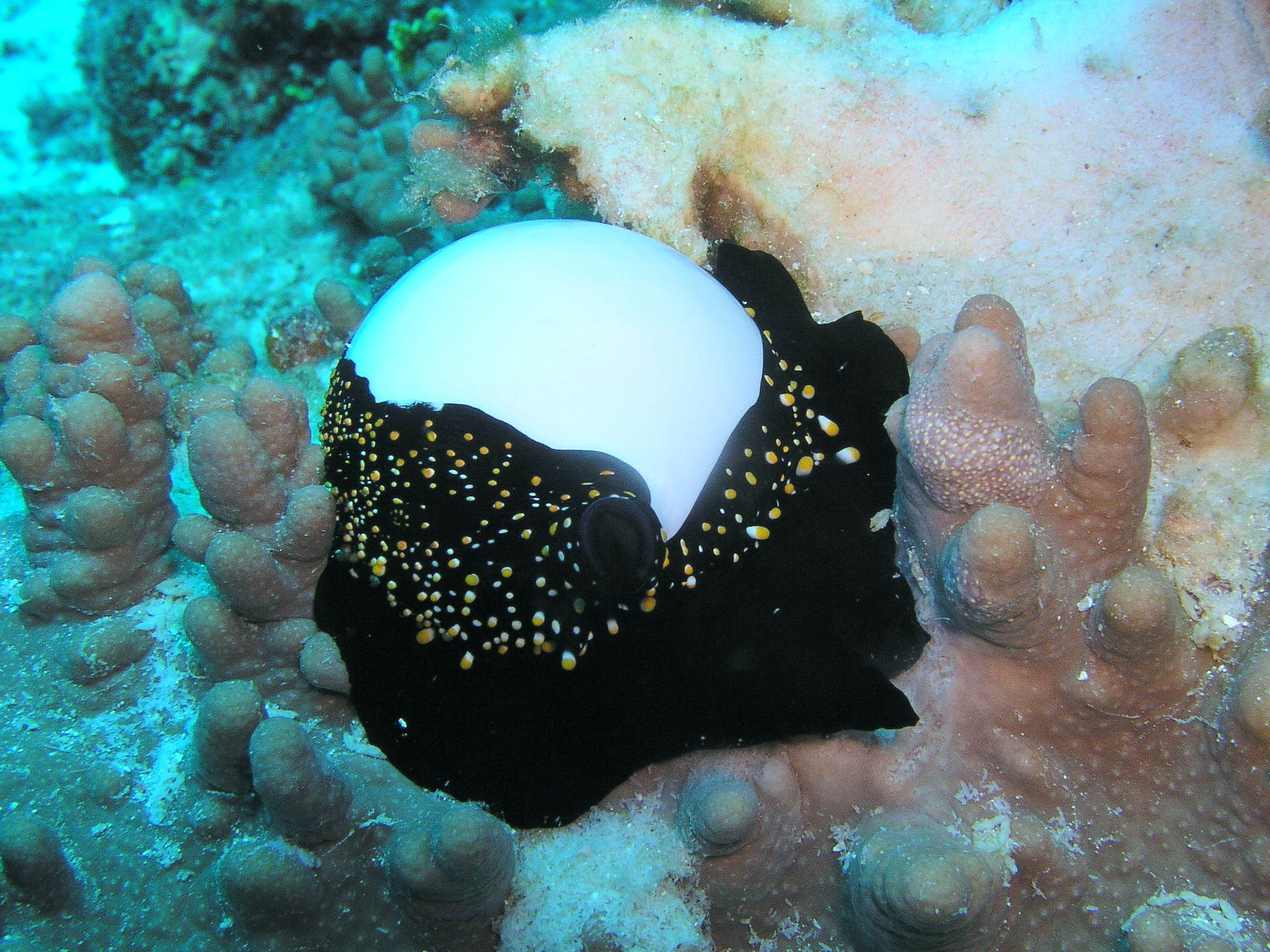
ウミウサギガイの生体。黒い部分は外套膜。
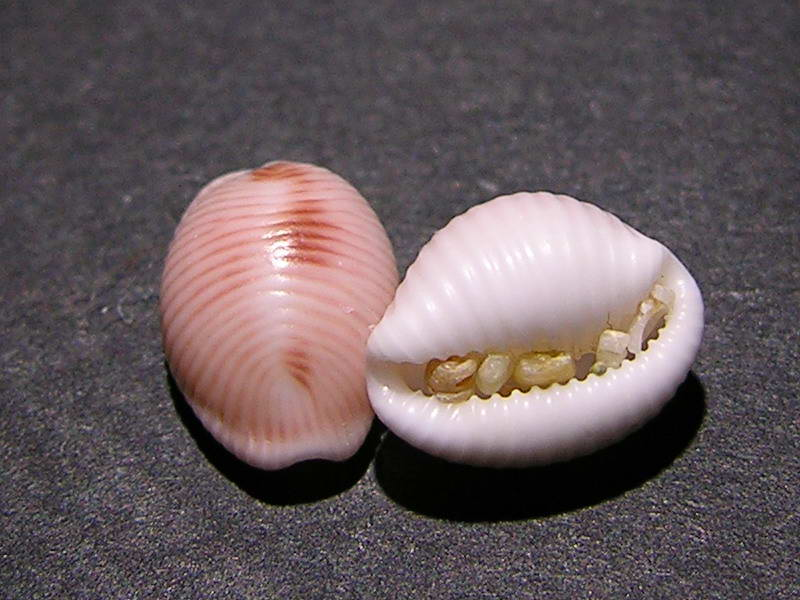
ベニモンシラタマ（ミナミシラタマとも）（Trivia merces）

## 写真・動画
- ジャノメダカラとハナマルユキダカラ
- ヤナギシボリダカラ（小）とカワムラダカラ（大）

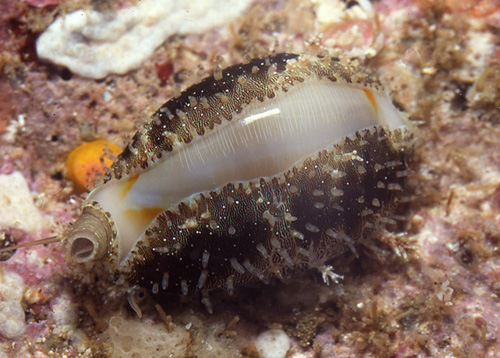
ハナビラダカラ
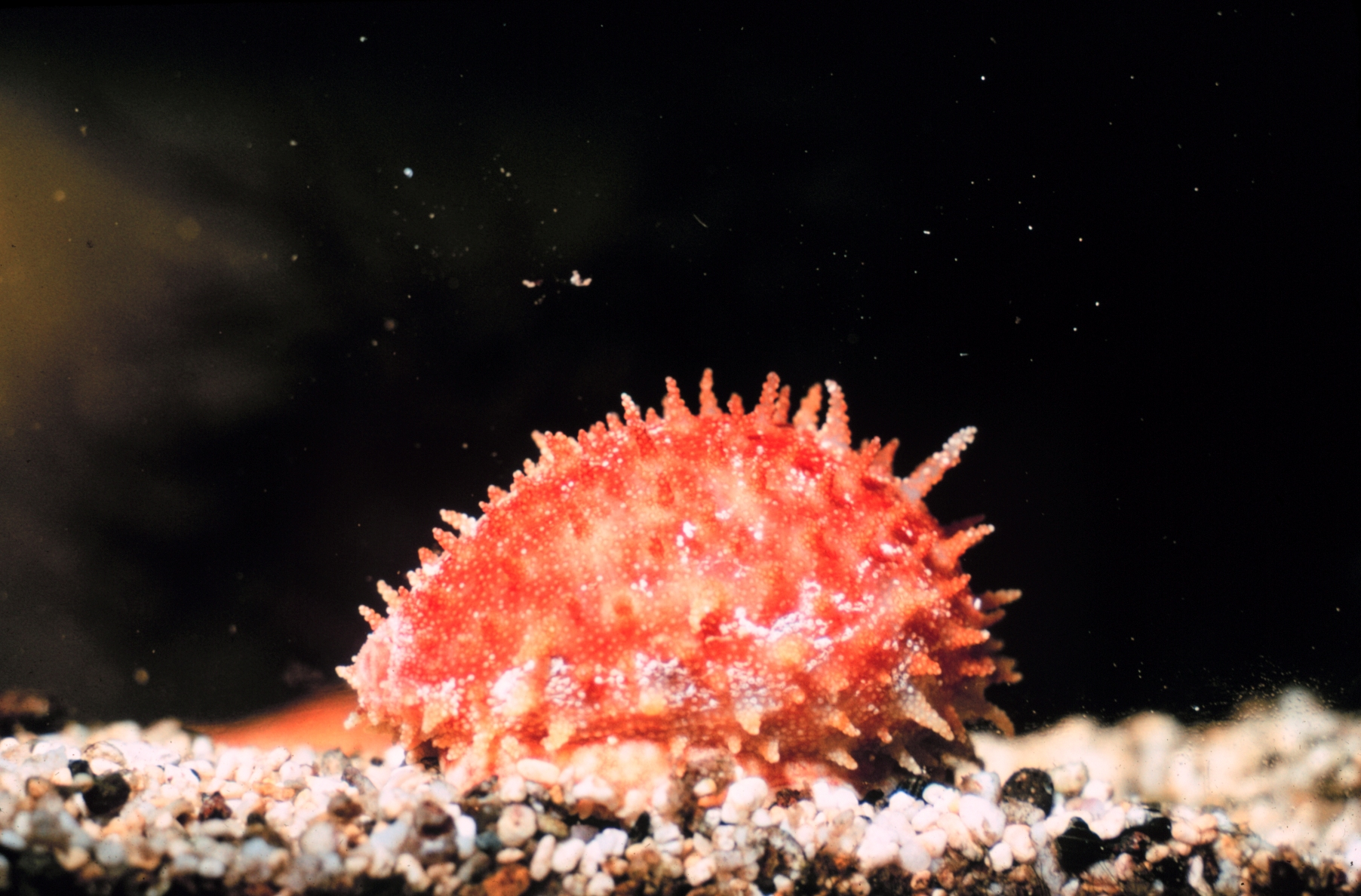
スソムラサキダカラ
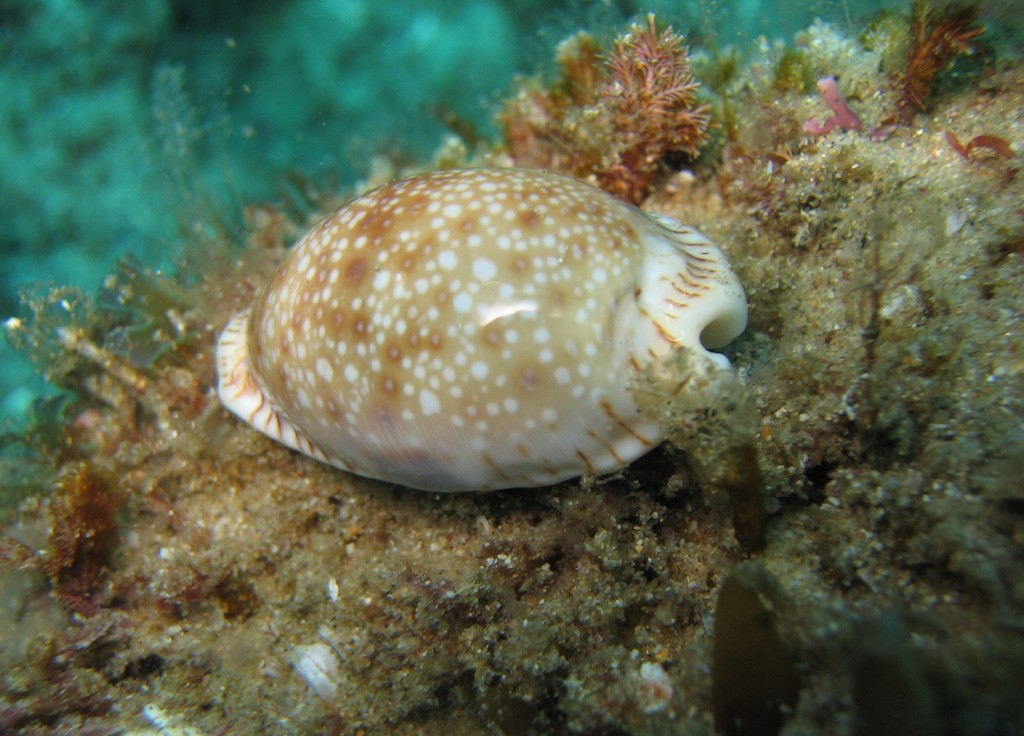
コモンダカラ
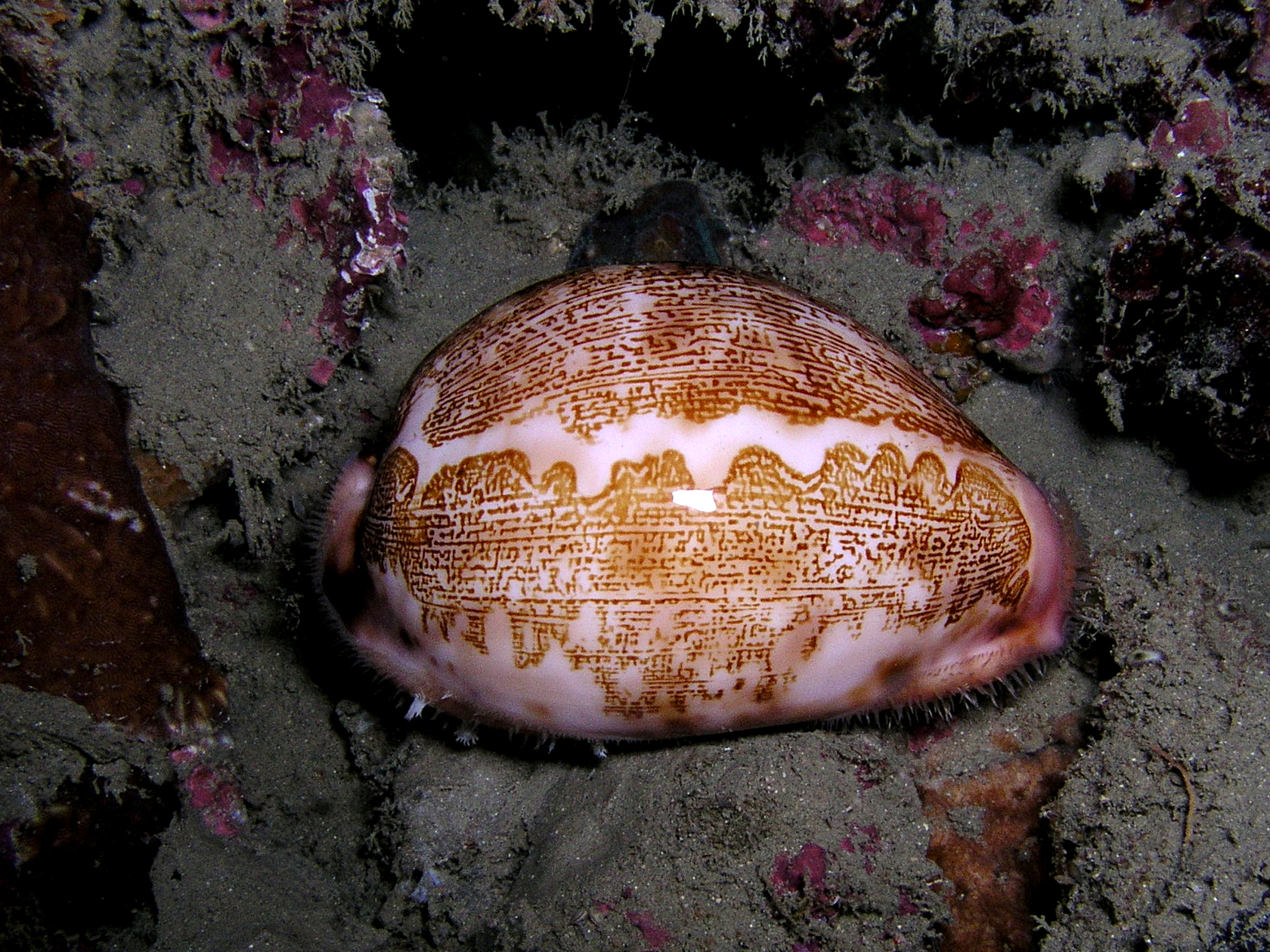
ハラダカラ
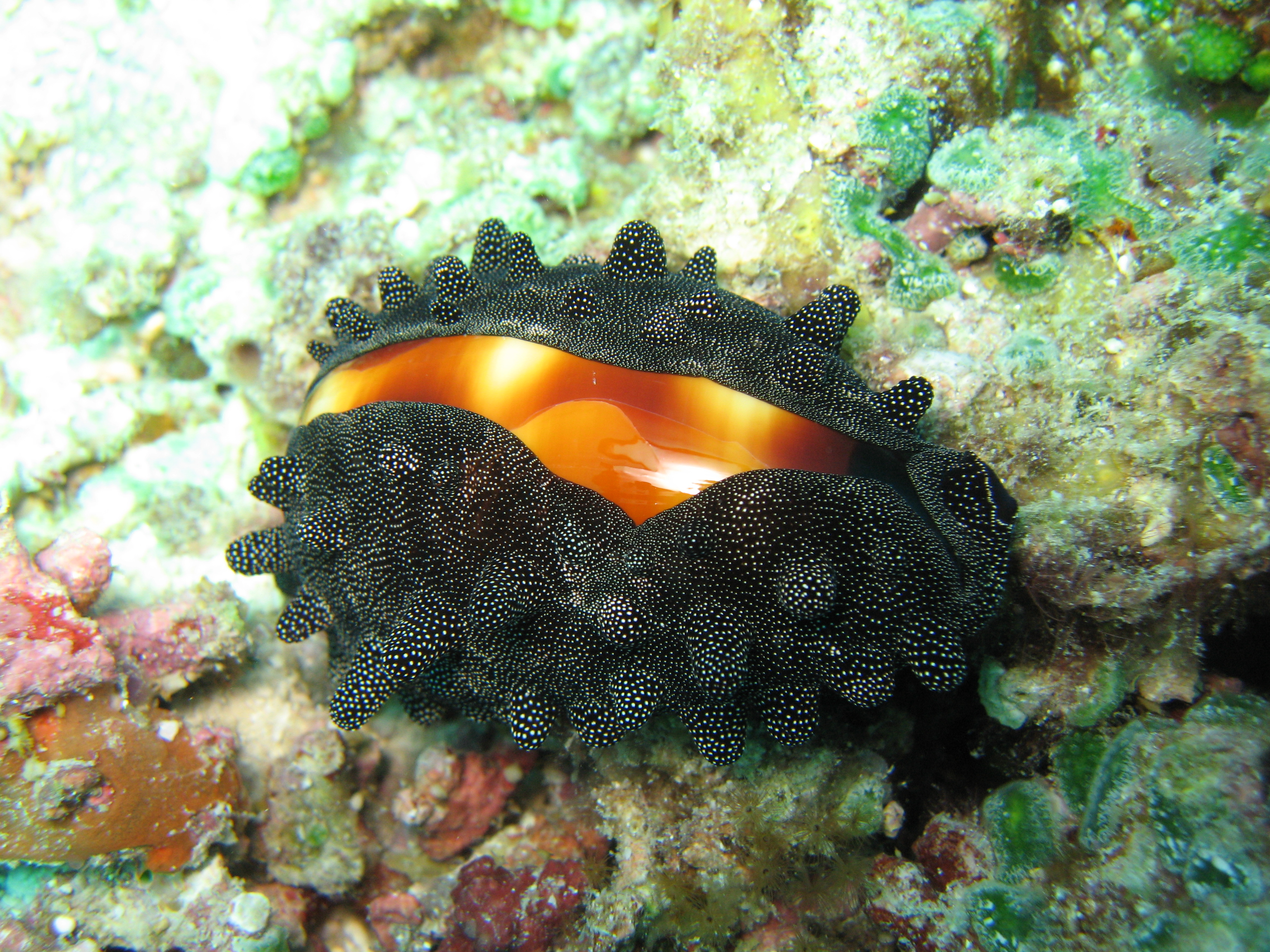
タルダカラ

## 読書案内
- Chiapponi M, de Bruin B, Fehse D, Lorenz F (2009). “News on Cowries and their Allies”. Acta Conchyliorum Nr. 10:  101.